# Vannella aberdonica
Vannella aberdonica – gatunek ameby należący do rodziny  Vannellidae z supergrupy Amoebozoa według klasyfikacji Cavaliera-Smitha.
Kształtu nieregularnego podczas spoczynku, podczas ruchu przyjmuje kształt półkolisty, wachlarzowaty lub kropli z wyodrębnionym ogonem. Osiąga wielkość 6,5 – 13 μm. Występuje w morzu.